# Firuz
Firuz – Ormianin mieszkający w Antiochii Syryjskiej podczas I wyprawy krzyżowej. Początkowo był chrześcijaninem, po zdobyciu miasta przez Turków w 1085 roku zmienił wiarę na islam.
Podczas oblężenia Antiochii w latach 1097–1098 przez wojska krzyżowców, dowodził Basztą Dwóch Sióstr oraz dwiema mniejszymi wieżami. Według relacji kronikarzy podlegli mu żołnierze nie dowierzali mu, lecz on sam przekonywał ich o swej wierności Turkom. Po kilkumiesięcznym oblężeniu paktował z Boemundem, potem z Tankredem, by nocą wpuścić wojska krucjaty do własnej baszty, co pomogłoby opanować chrześcijanom miasto.
Najprawdopodobniej Firuz zdecydował się na zdradę z zemsty na Jaghi Sijanie, dowódcy zamku, który rozkazał ukarać Ormianina biczowaniem za nielegalne przetrzymywanie zboża. Żona Firuza podobno oddała się tureckiemu żołnierzowi, co również przyczyniło się do zdrady.  W nocy z 2/3 czerwca 1098 roku Firuz wpuścił około 60 Normanów do swej baszty, gdzie wymordowano Turków i otworzono następnie przyległą Bramę Świętego Jerzego wojskom oblegającym. Nastąpiła rzeź muzułmanów.